# 彌敦菲臘廣場
彌敦菲臘廣場（英語：Nathan Phillips Square）是多倫多市政廳前院的大眾廣場，位於皇后西街和卑街交界處，以1955年至1962年期間擔任市長的內森·菲利普斯命名。廣場在1965年啟用，和市政廳一樣，都是出自芬蘭建築師維爾喬·雷維爾手筆。這裡舉辦過不少演唱會、藝術展覽、冬季燈飾節和包括示威在內的公眾活動，亦是每週開放一次的「農夫市場」所在地。

## 特色
廣場蓋在一個足夠停泊2400輛汽車的地下停車場之上，由兩種強化混凝土鋪設而成。場上設有一個冬季結冰時可作滑冰場之用的大型水池、一個出租溜冰鞋的小賣部和一座花園。除此之外，場內擺放著一座由英格蘭藝術家亨利·摩尔設計的雕塑品「Three-Way Piece No. 2 」（又稱「The Archer」）。廣場外圍是一段架空的行人走廊，與皇后街另一旁的喜來登酒店相接，但為節省開支，通往酒店的一段在年內大部分時間關閉。走廊外圍的草坪上，除種滿樹木外，還擺放了不少紀念石碑和雕塑，如藝術家奧斯卡·尼蒙雕刻的邱吉爾像和一根羅馬石柱。
蓋在水池之上，橫跨水池兩側，是三道並列的巨型拱門。拱門本作裝飾之用，亦作安裝舞臺射燈，以照亮滑冰場。1989年，為紀念捍衛自由人士所作貢獻，拱門命名為Freedom Arches。同年，在中間那道拱門底部，平放著柏林圍牆一部分。

## 和平花園
和平花園（The Peace Garden）是為紀念廣島市原子彈爆炸和「為多倫多人對世界和平作出承擔」而建。1984年，多倫多建城150年，和平花園開始動工。花園佔地1800平方尺，建在一座日晷以北，園內設有一座涼亭和一個噴泉，動土儀式由當年的加拿大總理皮埃尔·特鲁多進行。日晷是前市長彌敦菲臘獻給多倫多居民的一份禮物，1969年由G.R. Johnson在參考過H.H.Rogers和約翰·克雷斯韋爾·帕金意見後設計。日晷下的石碑上刻著“In appreciation of the opportunity to serve”，表示彌敦菲臘感謝多倫多居民給予他服務大眾的機會。
園中涼亭是個用混凝土包著金屬的立方體，蓋在一個四方錐體形的亭頂下，每邊皆有一道拱門。亭子其中一角設計成破破落落的樣子，以象徵矛盾和文明的脆弱。除此以外，該角落的地板與一個水池相連，讓人看起來就像池水切入亭子一樣。水池中央放著一個永久燃燒著的火爐，寓意希望和生生不息。1984年9月，教宗若望·保祿二世利用廣島和平火焰的火種燃點火爐，並把曾流經長崎的河水注入水池之中。同年十月，整個用作紀念的設計獻給國家元首英女皇伊莉莎伯二世。

## 歷史
廣場興建之前，此地本屬沃德一部分。在二十世紀上葉，沃德是個接待大量移民之地，以環境惡劣聞名。自1980年起，廣場成為了幾部電影的背景，如The Kidnapping of the President、生化危機之殲滅生還者和The Sentinel (2006 film)。

## 重新設計
2006年10月，市政府舉辦廣場重建設計比賽。有關方面評審過四十八份本土和國際建築設計公司的作品後，最終在2007年3月8日，宣布由多倫多的PLANT Architect Inc.和Shore Tilbe Perkins+Will勝出。整項工程預計耗資四千萬元，在籌集足夠資金後便馬上動工。迄今為止，籌得款項已達一千六百萬。
勝出方案中指出，廣場一直以來都是個「阿哥拉」，一個像是古希臘時代中居民談論政治、談論哲學以及相互結識的公共場所。工程完成後，廣場將成為一個被森林包圍著的公共空間，一座城市的劇場。
具體計劃包括重修外借溜冰鞋的小賣部；興建一座給遊人俯瞰廣場的陽臺；在皇后街和卑街交界處，興建一個外牆透明的遊客資訊中心；位於廣場西南部，興建一所樓高兩層，設有天井和陽臺的餐廳；興建一個附設天幕的多用途舞臺；美化廣場邊界環境，增加樹木和各樣植物的數量和品種；擴建和平花園；美化市政廳，並於墩座加建咖啡廳；改善行人通道，並於走廊上增加座位、欄桿和光井和在廣場中心裝置季節性噴泉（disappearing water fountain）。。
另外，為符合多倫多市環保原則，計劃中包括不少可持續發展元素，如土壤再生計劃、改善植樹條件、增加樹木及各樣植物數量，推廣單車運動、並增設相關設施、改善行人通道環境、控制光害、提高能源效益設計、再生能源設計、公共教育、注重場內氣候（on-site microclimate）和起用本土物料。
|                                              |                        |          |                  |
| 攝於1918年，廣場的原址，背景為多倫多舊市政廳 | 作滑冰場之用的大型水池 | 廣場夜景 | 雕塑品「弓箭手」 |

## 外部連結

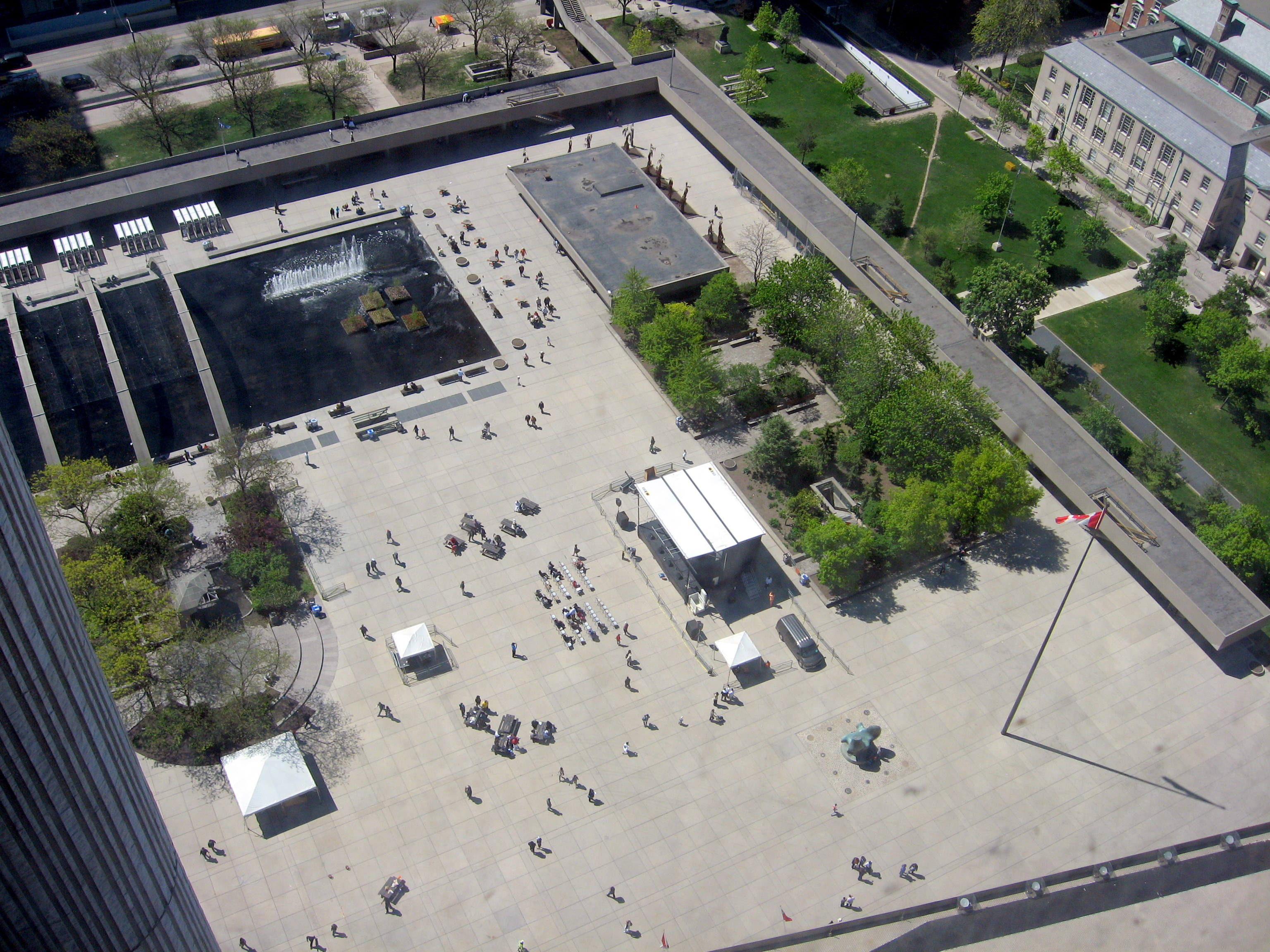
彌敦菲臘廣場

- （英文）City of Toronto > Nathan Phillips Square
- （英文）Nathan Phillips Square Design Competition
- （英文）Nathan Phillips Square Revitalization Design Competition Brief
- （英文）Shore Tilbe Irwin + Partners （页面存档备份，存于）
- （英文）PLANT Architect Inc. （页面存档备份，存于）